# لواء عاصفة الشمال
لواء عاصفة الشمال هي جماعة سورية معارضة شكلت في عام 2011 وكان مقرها في أعزاز شمال غرب سوريا، قرب الحدود مع تركيا. كان زعيمها وأعضاء آخرون في الجماعة مهربين من المدينة ومحيطها قبل الحرب الأهلية السورية. وقد اتهمت بالاختطاف والتهريب. واحتفظت الجماعة بالسيطرة الحصرية على معبر باب السلامة الحدودي.

## التاريخ
كان لواء عاصفة الشمال مسؤولًا عن اختطاف أحد عشر رجلًا لبنانيًا في عام 2012. وأطلق سراح تسعة منهم في 19 أكتوبر 2013. وقد حاربت في معركة أعزاز (2012) وشاركت في حصار قاعدة منغ الجوية. وأصيب الزعيم السابق للجماعة عمار إبراهيم داديخي بجروح بالغة في منتصف يناير 2013، خلال حصار القاعدة، مما أدى إلى فقدانه أحد ساقيه وحياته في نهاية المطاف. وخلفه الزعيم السياسي السابق للجماعة سمير عموري. وقتل في هذه الفترة أيضًا اثنان من كبار القادة (هادي صالو وسمير عكاش)، بينما انشق أعضاء آخرون في الجماعة إلى تشكيلات إسلامية معارضة.
هاجمت الدولة الإسلامية في العراق والشام (داعش) بلدة أعزاز في سبتمبر 2013 وأخرجت اللواء. وأفيد أن سمير عموري فر إلى تركيا وحل محله الزعيم الحالي، محمود ندوم. وبدأت الجماعة تحت حكمه، في تطوير العلاقات والبدء في التنسيق مع المتمردين الآخرين. وخلال هذه الفترة كانوا متمركزين في مدينة كلس التركية.
في 28 فبراير 2014، أطاحت القوات الكردية والمتمردة بداعش من أعزاز، مما جعل لواء عاصفة الشمال يعود إلى السلطة.
في 2 مارس 2014، أعلن لواء عاصفة الشمال أنه سينضم إلى الجبهة الإسلامية بقيادة لواء التوحيد.
ويتصرف اللواء كقوة شرطة محلية في أعزاز، حيث يعمل تحت إشراف لجنة الشريعة التي تديرها الجبهة الإسلامية.

## القدرات العسكرية
اعتبارًا من أوائل عام 2015، كان لدى عاصفة الشمال حوالي 500 مقاتل، بمن فيهم العديد من الأكراد. وكان مقر الجماعة موجودًا في قاعدة عسكرية شمال أعزاز. وكانت تفتقر إلى الأسلحة الثقيلة والمركبات، مما أدى إلى انتقاد قدرات الجماعة كقوة مقاتلة.